# Festival Internacional de Cine de Oldemburgo
El Festival Internacional de Cine de Oldemburgo (en alemán: Internationales Filmfest Oldenburg) es un festival alemán de producciones cinematográficas independientes. Se lleva a cabo anualmente durante cinco días en la segunda semana de septiembre en Oldemburgo, Baja Sajonia, desde 1994. El foco del festival está en las producciones alemanas y estadounidenses, que representan más de la mitad del programa. Se proyectarán alrededor de 50 películas y alrededor de 20 cortometrajes. También hay series especiales, homenajes y retrospectivas en honor a cineastas y actores excepcionales.
En 2015, el festival fue votado como uno de los «25 festivales de cine más geniales del mundo» por la revista MovieMaker.

## Historia

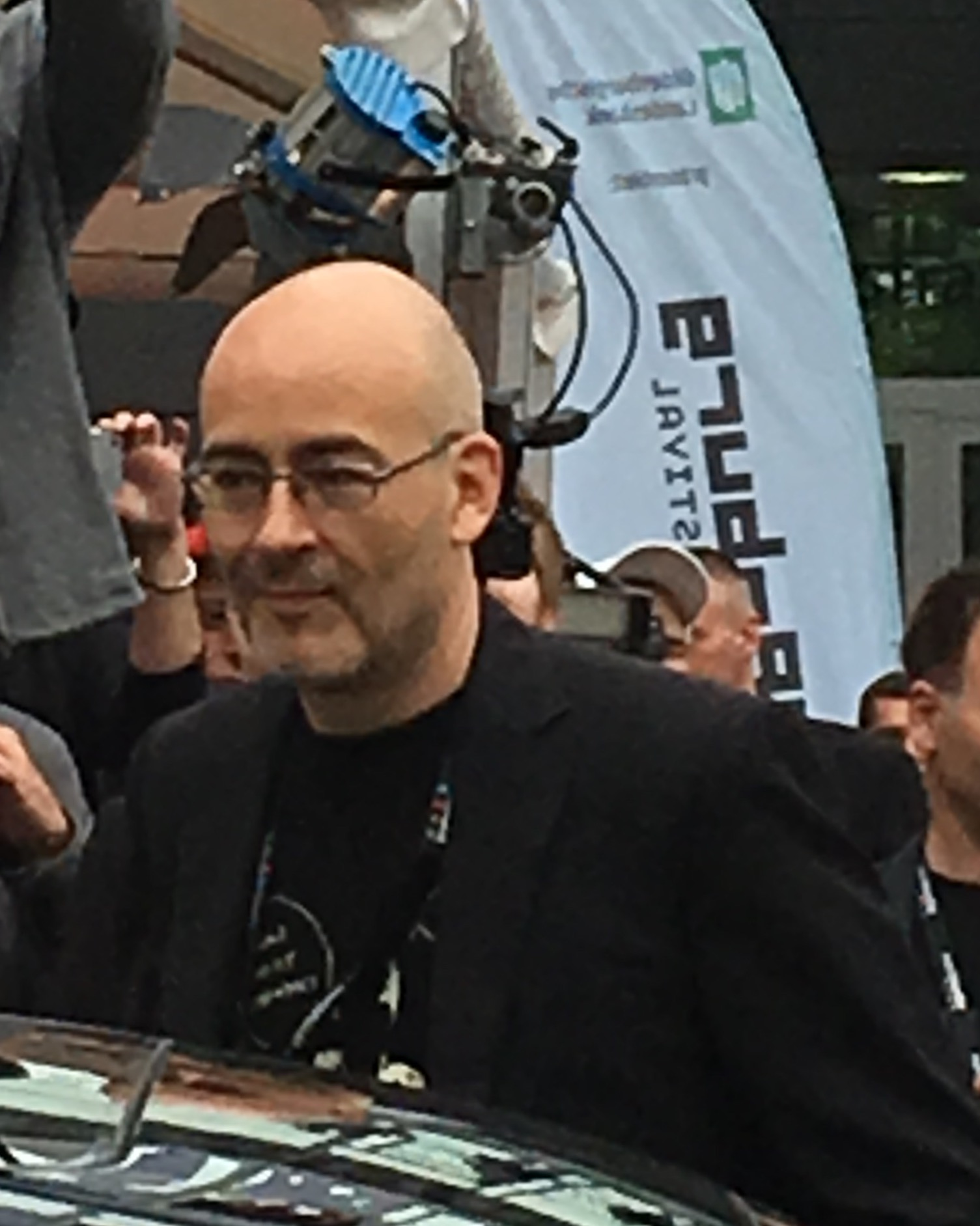
El director del festival de cine, Torsten Neumann, en 2016.

El Festival Internacional de Cine de Oldemburgo fue fundado en 1994 por Torsten Neumann y Thorsten Ritter con el objetivo de establecer un festival innovador y poco convencional. En 1998, Thorsten Ritter abandonó el festival, y, desde entonces, Torsten Neumann ha dirigido el festival como director del festival y gerente.
El patrocinador principal del festival es el banco Oldenburgische Landesbank y el patrocinador prémium es la empresa de energía EWE AG. Los principales promotores del festival son la agencia de medios nordmedia y la ciudad de Oldemburgo.

## German Independence Awards

### Mejor Película
Desde 1998, la mejor película independiente del festival es galardonada con el German Independence Award, votado por la audiencia.
- 1998: Richard Schenkman — Went to Coney Island on a Mission from God... Be Back by Five — Estados Unidos, 1998
- 1999: Noah Stern — The Invisibles — Estados Unidos, 1999
- 2001: Buket Alakuş — Anam — Alemania, 2001
- 2002: Scott Thomas — Anacardium (Deranged) — Estados Unidos, 2001
- 2003: Michael Polish — Northfork — Estados Unidos, 2003
- 2004: Dennis Iliadis — Hardcore — Grecia, 2003
- 2005: Marcos Siega — Pretty Persuasion — Estados Unidos, 2005
- 2006: Scott Dacko — The Insurgents — Estados Unidos, 2006
- 2007: Jan Hinrik Drevs — Underdogs — Alemania, 2006/2007
- 2008: Emily Atef — The Stranger in Me (Das Fremde in mir) — Alemania, 2008
- 2009: Judi Krant — Made in China — Estados Unidos, 2009
- 2010: Paul Gordon — The Happy Poet — Estados Unidos, 2010
- 2011: K. Lorrel Manning — Happy New Year — Estados Unidos, 2011
- 2012: Jan-Ole Gerster — Oh Boy — Alemania, 2012
- 2013: David Perrault — Our Heroes Died Tonight (Nos heros sont morts ce soir)  — Francia, 2013
- 2014: Michal Samir — Hany — República Checa, 2014
- 2015: Tom Sommerlatte — Summers Downstairs (Im Sommer wohnt er unten) — Alemania/Francia, 2015
- 2016: Emre Konuk — The Apprentice (Çirak) — Turquía, 2016
- 2017: Kubilay Sarikaya y Sedat Kirtan — Familiye — Alemania, 2017
- 2018: Mikhal Raskhodnikov — Vremennye trudnosti — Rusia, 2018
- 2019: Reza Ghassemi y Adam VillaSeñor — In Full Bloom — Japón, 2019
- 2020: Miles Hargrove — Miracle Fishing — Estados Unidos, 2020

### Premio Seymour Cassel — Mejor Actriz y Mejor Actor
Desde 2012, se entrega el premio al mejor actor en nombre del actor estadounidense Seymour Cassel, actor de cine independiente habitual de los directores de cine Wes Anderson y John Cassavetes. Este premio de actor es decidido por el jurado internacional y se le otorga a los mejores actores de entre películas nominadas al premio a la mejor película.
- 2012: Tom Schilling por su papel de Niko Fischer en Oh Boy — Alemania, 2012
- 2013: Martina Schöne-Radunski por su papel de Alex en Kaptn Oskar — Alemania, 2013
- 2014: Victoria Schulz por su papel de Ruby en Von jetzt an kein zurück — Alemania, 2014
- 2015: Sarah Silverman  por su papel de Laney en I Smile Back — Estados Unidos, 2015; y Nikola Rakočević por su papel de Slav en Travelator — Serbia, 2014
- 2016: Noémie Merlant por su papel de Claire en Twisting Fate (À tous les vents du ciel) — Francia, 2016; y André M. Hennicke por su papel de Udo en Strawberry Bubblegums — Alemania, 2016
- 2017: Lindsay Burdge por su papel de Gina en Thirst Street — Estados Unidos, 2017; y Gregory Kasyan por su papel de Mills en Quest — Estados Unidos, 2017
- 2018: Victoria Carmen Sonne por su papel de Sascha en Holiday — Dinamarca, 2018; y Gabriela Ramos por su papel de Lili en Is that you? — Reino Unido, 2018
- 2019: Patrycja Planik por su papel de Lillian en Lillian — Austria, 2019; y Zachary Ray Sherman por su papel de Ronnie Palicki en Cuck — Estados Unidos, 2019
- 2020: Paz de la Huerta por su papel de Carla en Puppy Love — Estados Unidos, 2020; y Daniel Aráoz por su papel de Marcelo Sajen en La noche más larga — Argentina, 2020[3]

### Mejor Ópera prima
- 2019: Reza Ghassemi y Adam VillaSeñor — In Full Bloom — Japón, 2019

### Originalidad, Atrevimiento y Audacia
- 2019: Grace Glowicki — Tito — Canadá, 2019

### Espíritu del Cine
- 2019: Erdenebileg Ganbold — The Steed — Mongolia, 2019
- 2020: Michael Maxxis — Puppy Love — Estados Unidos, 2020

### Mejor Cortometraje
En 2007, debido a la popularidad del premio a la mejor película alemana, se presentó un nuevo premio hacía los mejores cortometrajes. El premio en metálico es de 500 €.
- 2007: Marcos Valin y David Alonso — Atención al cliente — España, 2007
- 2008: Liz Adams — Side Effect — Estados Unidos, 2008
- 2009: Hassan Said — Mute — Estados Unidos, 2009 (mejor cortometraje en lengua extranjera)
- 2009: Tom Bewilogua — SCISSU — Alemania, 2009 (mejor cortometraje en lengua extranjera)
- 2010: Jeremy Bradley y Reuben Sack — Salvation Insurance — Estados Unidos, 2010
- 2011: Markus Engel — Der letzte Gast — Austria, 2011
- 2012: Meghna Gupta y Gigi Berardi — Unravel — Reino Unido/India, 2012
- 2013: Patrick Baumeister — Preis — Alemania, 2013
- 2014: Kevin Meul — Cadet — Bélgica, 2014
- 2015: Martijn de Jong — Free — Países Bajos, 2014
- 2016: Ruken Tekes — The Circle (Hevêrk) — Turquía, 2016
- 2017: Thierry Bessling y Loïc Tanson — Sur le fil — Luxemburgo, 2017
- 2018: Jeremy Comte — Fauve — Canadá, 2018
- 2019: Kahina Le Querrec — Blue Hour — Francia, 2019
- 2020: Igor Nevedrov — The Coat — Rusia, 2020

### Mejor Película Alemana
El premio a la Mejor Película Alemana es elegido por un jurado internacional de cinco profesionales — cineastas, actores, artistas, escritores, productores — de los cuales al menos tres miembros provienen de otros países fuera de Alemania. Las películas se proyectan en versión original con subtítulos en inglés. Los miembros del jurado han sido, por ejemplo, en 2011: Matteo Lovadina, Radley Metzger, Ildi Toth Davy, Soopum Sohn y Matthew Modine. El festival de 2012 contó con un jurado compuesto exclusivamente por mujeres, formado por Tamar Simon Hoffs, Gabrielle Miller, Lana Morgan, Debbie Rochon y Mira Sorvino. No es otorgado desde 2014 debido a recortes presupuestarios.
- 2004: Andreas Struck — Sugar Orange — Alemania, 2004
- 2005: Catharina Deus — About a Girl (Die Boxerin) — Alemania, 2005
- 2006: Birgit Grosskopf — Princess (Prinzessin)  — Alemania, 2006
- 2007: Jakob Moritz Erwa — All the Invisible Things (Heile Welt) — Austria, 2006
- 2008: Emily Atef —  The Stranger in Me (Das Fremde in mir) — Alemania, 2008
- 2009: Thomas Sieben — Distance — Alemania, 2009
- 2010: Philip Koch — Picco — Alemania, 2010
- 2011: Linus de Paoli — Dr. Ketel — Alemania, 2010
- 2012: Jan-Ole Gerster — Oh Boy — Alemania, 2012
- 2013: Tom Lass — Kaptn Oskar — Alemania, 2013

### Premio Otto Sprenger
En la 14.ª edición del festival se presentó el premio Otto Sprenger, en nombre del sindicalista alemán relacionado con la promoción artistas y directores de cine. Se entrega a los directores alemanes jóvenes y de cine independiente, con la función de fortalecer su proyección en el cine. Como tal, no pretende ser un competidor de otros premios cinematográficos alemanes, sino ser un impulsor de nuevos talentos.
- 2007: Ben Reding y Dominik Reding — For The Unknown Dog (Für den unbekannten Hund) — Alemania, 2005
- 2008: Emily Atef — The Stranger in Me (Das Fremde in mir) — Alemania, 2008

### Premio Honorífico
- 2013: Mania Akbari y Bobcat Goldthwait
- 2015: George Armitage y Joanna Cassidy
- 2016: Nicolas Cage, Christophe Honoré y Amanda Plummer

## Tributos y retrospectivas
Tributos
- 1994: Nancy Savoca
- 1995: Katt Shea
- 1996: (ninguno)
- 1997: Icíar Bollaín
- 1989: Seymour Cassel
- 1999: Asia Argento
- 2000: Stacy Cochran

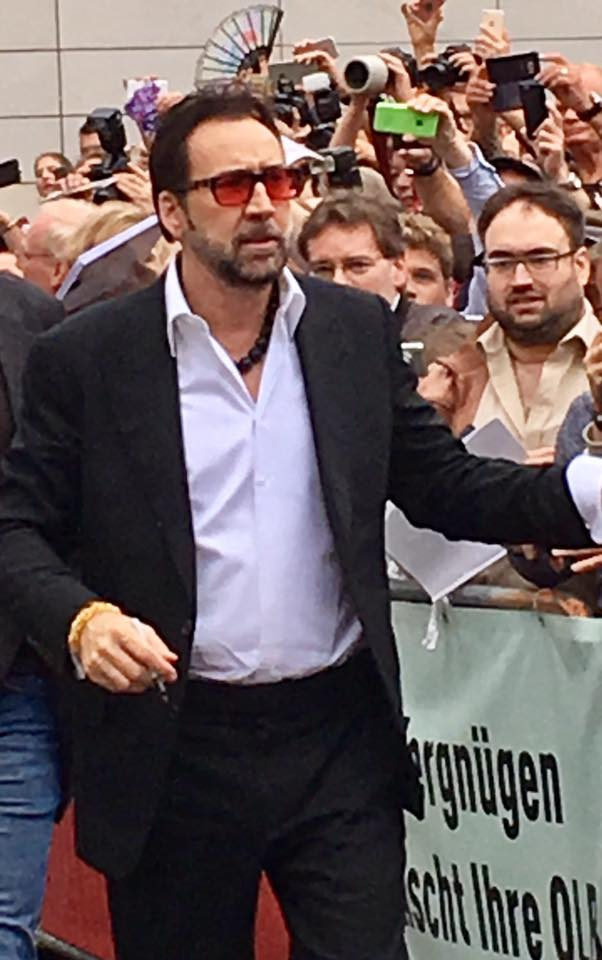
Nicolas Cage en el Paseo de la Fama de Oldemburgo en 2016.

- 2001: Ben Gazzara y Richard Stanley
- 2002: Édouard Niermans
- 2003: Larry Clark
- 2004: Tim Blake Nelson
- 2005: Luke Wilson and Andrew Wilson
- 2006: Peter Fleischmann
- 2007: Stacy Keach
- 2008: Marius Müller-Westernhagen y Michael Wadleigh
- 2009: Scott McGehee y David Siegel
- 2010: Timothy Bottoms
- 2011: Roger Fritz
- 2012: (ninguno)
- 2013: Bobcat Goldthwait
- 2014: (ninguno)
- 2015: Joanna Cassidy
- 2016: Nicolas Cage y Amanda Plummer
- 2017: Lou Diamond Phillips
- 2018: Keith Carradine
- 2019: Seymour Cassel

Retrospectivas
- 1994: Alex Cox
- 1995: Frank Oz
- 1996: James B. Harris
- 1997: Tim Hunter
- 1998: Roberto Faenza
- 1999: Harry Kümel
- 2000: William Wellman Jr.
- 2001: Jim McBride
- 2002: Bernard Rose
- 2003: Philippe de Broca
- 2004: Andrzej Żuławski
- 2005: Ken Russell
- 2006: Jerry Schatzberg
- 2007: Abel Ferrara
- 2008: James Toback
- 2009: Bruno Barreto
- 2010: Radley Metzger
- 2011: Ted Kotcheff
- 2012: Phedon Papamichael
- 2013: Mania Akbari
- 2014: Philippe Mora
- 2015: George Armitage
- 2016: Christophe Honoré
- 2017: Edward R. Pressman
- 2018: Bruce Robinson
- 2019: Burkhard Driest
- 2020: William Friedkin

Estrella de la Excelencia
En 2007, el festival, junto al patrocinador principal OLB, creó el Paseo de la Fama, donde en cada año a partir de entonces se entregaría una Estrella de la Excelencia a un profesional destacado del medio.
- 2007: Stacy Keach
- 2008: Seymour Cassel
- 2009: Peter Lohmeyer
- 2010: Deborah Kara Unger
- 2011: Matthew Modine
- 2012: Mira Sorvino
- 2013: Veronica Ferres
- 2014: Sean Young
- 2015: Joanna Cassidy
- 2016: Nicolas Cage
- 2017: Moritz Bleibtreu
- 2018: Keith Carradine
- 2019: Amanda Plummer